# Boulogne-sur-Gesse
 Boulogne-sur-Gesse  (en occitano Bolonha de Gessa) es una población y comuna francesa, en la región de Mediodía-Pirineos, departamento de Alto Garona, en el distrito de Saint-Gaudens y cantón de Boulogne-sur-Gesse.

## Demografía
| 1777 | 1865 | 1756 | 1671 | 1531 | 1433 |
| Para los censos de 1962 a 1999 la población legal corresponde a la población sin duplicidades (Fuente: INSEE [Consultar]) |      |      |      |      |      |